# Kaidy Kaasiku
Kaidy Kaasiku (* 3. Oktober 2001 in Tallinn) ist eine estnische Skilangläuferin.

## Werdegang
Kaasiku nahm von 2016 bis 2020 vorwiegend an Juniorenrennen teil. Bei den Junioren-Skiweltmeisterschaften 2018 in Goms belegte sie den 13. Platz mit der Staffel und bei den Junioren-Skiweltmeisterschaften 2019 in Lahti den 57. Rang über 5 km Freistil. Im Januar 2018 wurde sie estnische Juniorenmeisterin im Skiathlon. Beim Europäischen Olympischen Winter-Jugendfestival 2019 in Sarajevo kam sie auf den 35. Platz über 7,5 km klassisch, auf den 16. Rang über 5 km Freistil und auf den achten Platz im Sprint. Nachdem sie zu Beginn der Saison 2019/20 beim Scandinavian-Cup in Vuokatti erstmals im Continental-Cup gestartet war, holte sie beim Balkan-Cup drei Siege und einen dritten Platz. Ihre besten Platzierungen bei den U23-Weltmeisterschaften 2020 in Oberwiesenthal waren der 26. Platz im 15-km-Massenstartrennen und der 12. Rang mit der Staffel. Im Januar 2021 wurde sie bei den estnischen Meisterschaften in Mammaste Zweite hinter ihrer Zwillingsschwester Keidy über 10 km Freistil und debütierte in Lahti im Skilanglauf-Weltcup. Dort holte sie mit dem zehnten Platz in der Staffel ihre ersten Weltcuppunkte. Ihre besten Ergebnisse bei den U23-Weltmeisterschaften 2021 in Vuokatti waren der 17. Platz über 5 km Freistil und der siebte Rang mit der Staffel. Beim Saisonhöhepunkt, den Nordischen Skiweltmeisterschaften 2021 in Oberstdorf, lief sie auf den 60. Platz über 10 km Freistil, auf den 58. Rang im Sprint und auf den 14. Platz mit der Staffel. In der Saison 2021/22 wurde sie estnische Meisterin im Sprint und nahm bei den Olympischen Winterspielen 2022 in Peking an vier Rennen teil. Ihre besten Platzierungen dabei waren der 48. Platz im Sprint und der 16. Rang mit der Staffel. Bei den folgenden U23-Weltmeisterschaften in Lygna belegte sie den 23. Platz über 10 km klassisch, den 22. Rang im Sprint und den zehnten Platz in der Mixed-Staffel.

## Erfolge

### Siege bei Continental-Cup-Rennen
| Nr. | Datum         | Ort      | Disziplin       | Serie      |
| --- | ------------- | -------- | --------------- | ---------- |
| 1.  | 8. März 2020  | Pokljuka | 5 km klassisch  | Balkan-Cup |
| 2.  | 12. März 2020 | Gerede   | 5 km klassisch  | Balkan-Cup |
| 3.  | 13. März 2020 | Gerede   | 5 km Freistil   | Balkan-Cup |
| 4.  | 18. März 2021 | Gerede   | 5 km klassisch  | Balkan-Cup |
| 5.  | 19. März 2021 | Gerede   | 5 km Freistil   | Balkan-Cup |
| 6.  | 20. März 2021 | Gerede   | Sprint Freistil | Balkan-Cup |
| 7.  | 26. März 2022 | Gerede   | 5 km klassisch  | Balkan-Cup |
| 8.  | 7. März 2024  | Pokljuka | 5 km Freistil   | Balkan-Cup |
| 9.  | 8. März 2024  | Pokljuka | 7,5 km Freistil | Balkan-Cup |

### Siege bei Rollerski-Weltcuprennen

#### Rollerski-Weltcup-Siege im Einzel
| Nr. | Datum           | Ort    | Disziplin       |
| --- | --------------- | ------ | --------------- |
| 1.  | 25. August 2022 | Madona | 10 km klassisch |

#### Rollerski-Weltcup-Siege im Team
| Nr. | Datum           | Ort    | Disziplin                        |
| --- | --------------- | ------ | -------------------------------- |
| 1.  | 26. August 2022 | Madona | 3 × 1,7 km Teamsprint Freistil 1 |

## Teilnahmen an Weltmeisterschaften und Olympischen Winterspielen

### Olympische Spiele
- 2022 Peking: 16. Platz Staffel, 48. Platz Sprint Freistil, 54. Platz 15 km Skiathlon, 70. Platz 10 km klassisch

### Nordische Skiweltmeisterschaften
- 2021 Oberstdorf: 14. Platz Staffel, 58. Platz Sprint klassisch, 60. Platz 10 km Freistil
- 2023 Planica: 11. Platz Teamsprint Freistil, 29. Platz 30 km klassisch Massenstart, 41. Platz 10 km Freistil, 42. Platz Sprint klassisch
- 2025 Trondheim: 11. Platz Staffel, 19. Platz 10 km klassisch, 31. Platz Sprint Freistil, 35. Platz 20 km Skiathlon